# 542

## Догађаји
- Јустинијанова куга: Бубонска куга, која се проширила из Египта, убија најмање 230.000 у Константинопољу (модерни Истанбул; пре него што се престане са бројањем), а можда и два милиона или више у остатку царства. Цар Јустинијан И добија болест, али се опоравља.
- Лазички рат – Јустинијан I шаље византијску војску (30.000 људи) у Јерменију. Персијанци, знатно надмоћнији, присиљени су да се повуку, али код Двина Византијци су поражени од 4.000 људи у заседи и потпуно су разбијени.
- Земљотрес на Мраморном мору 542. догодио се у зиму 542. године, у близини Мраморног мора. Такође утиче на обале Тракије и Едремитског залива.
- Пролеће – Битка код Фавенције: Краљ Тотила распршује византијске снаге у близини Фавентије (модерна Фаенца) са 5.000 људи, чиме почиње поновно оживљавање готског отпора поновном освајању Италије.
- Битка код Муцелија: Тотила маршира доле у Тоскану и побеђује Византинце код Фиренце, у долини Муђело. Он се добро односи према својим затвореницима, а многи су навођени да се придруже његовим трупама.
- Март – Тотила заобилази Рим и започиње своју експедицију у Јужној Италији. Он заузима Беневентум и добија потчињеност провинција Апулија, Луканија и Брутиј.
- Опсада Напуља: Тотила опседа град Напуљ у Кампанији. Византијска помоћна снага са Сицилије је пресрета и готово уништена од стране готских ратних бродова.
- Краљ Чилдеберт и његов брат Хлотар I нападају визиготску Шпанију. Они заузимају Памплону, али Сарагоса издржава опсаду и Франци се повлаче у Галију. Са ове експедиције Чилдеберт доноси у Париз реликвију, тунику Светог Винсента.
- Свети Брендан оснива монашко насеље на Еилеацх ан Наоимх.
- Гилда Мудри, британски монах, пише своје дело „Де Екцидио ет Цонкуесту Британниае“.